# Felsőkálosa
Koordináták: é. sz. 48° 26′ 02″, k. h. 20° 13′ 25″48.433889°N 20.223514°E

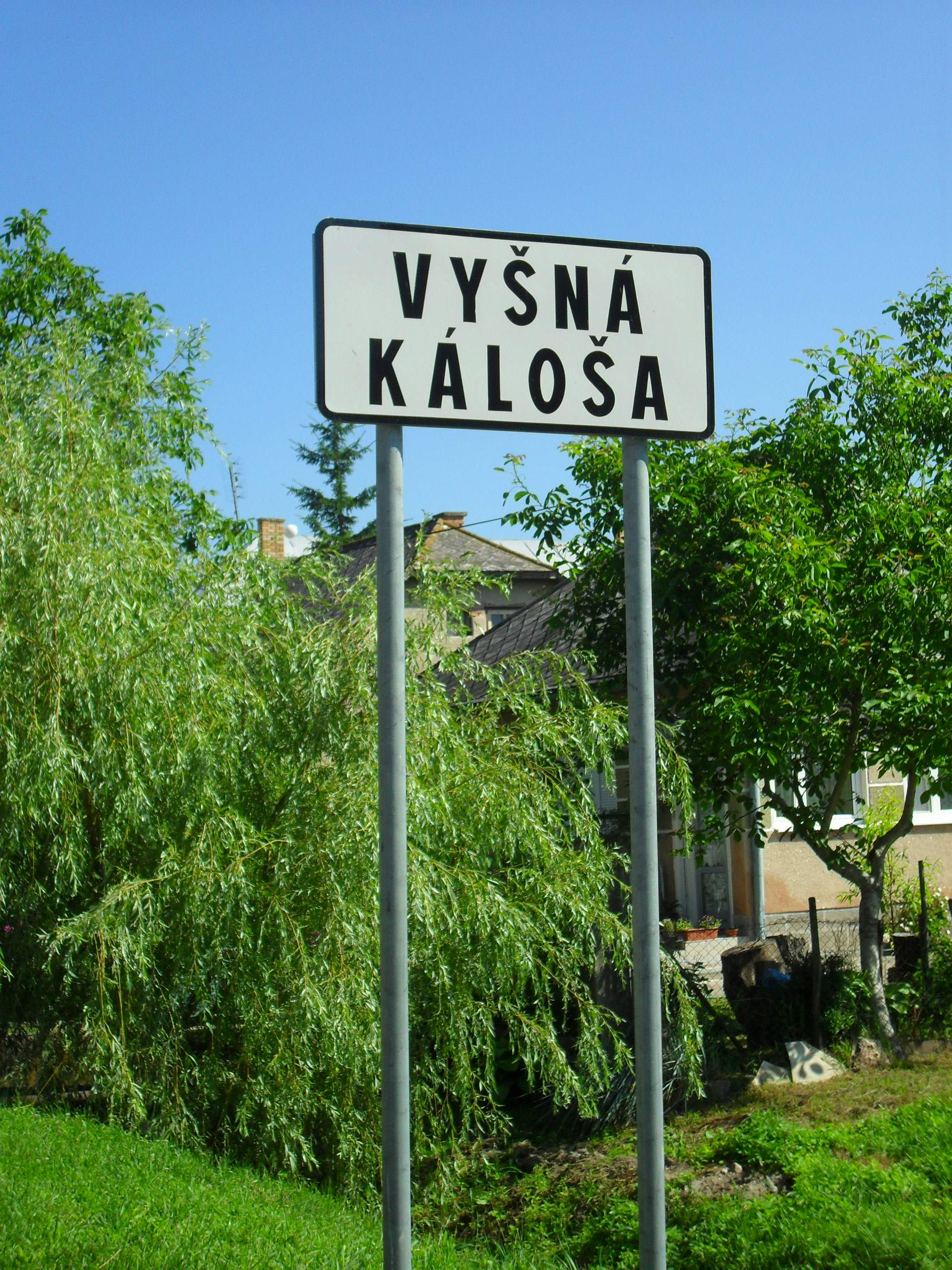
Helységnévtábla

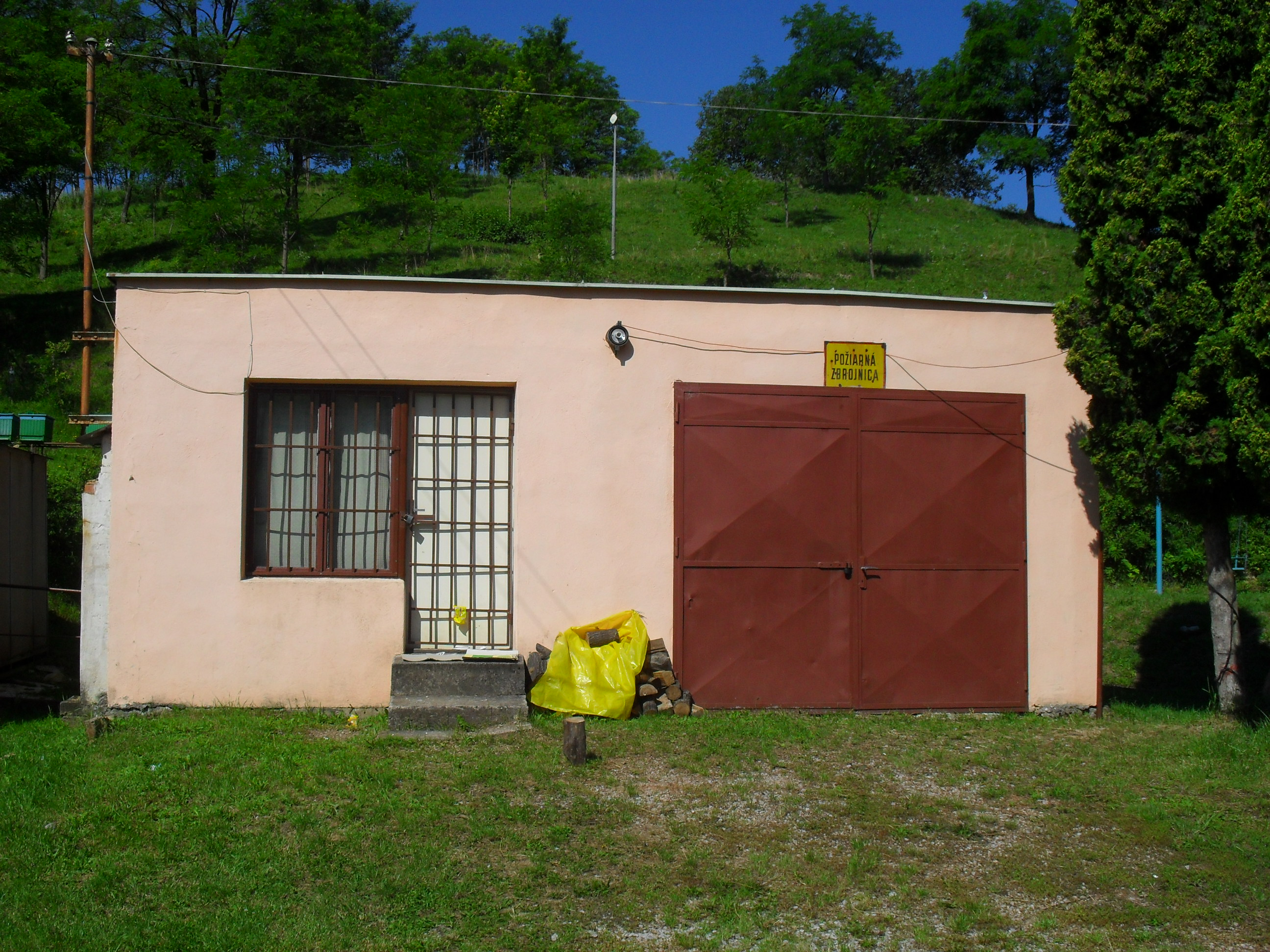
Tűzoltószertár

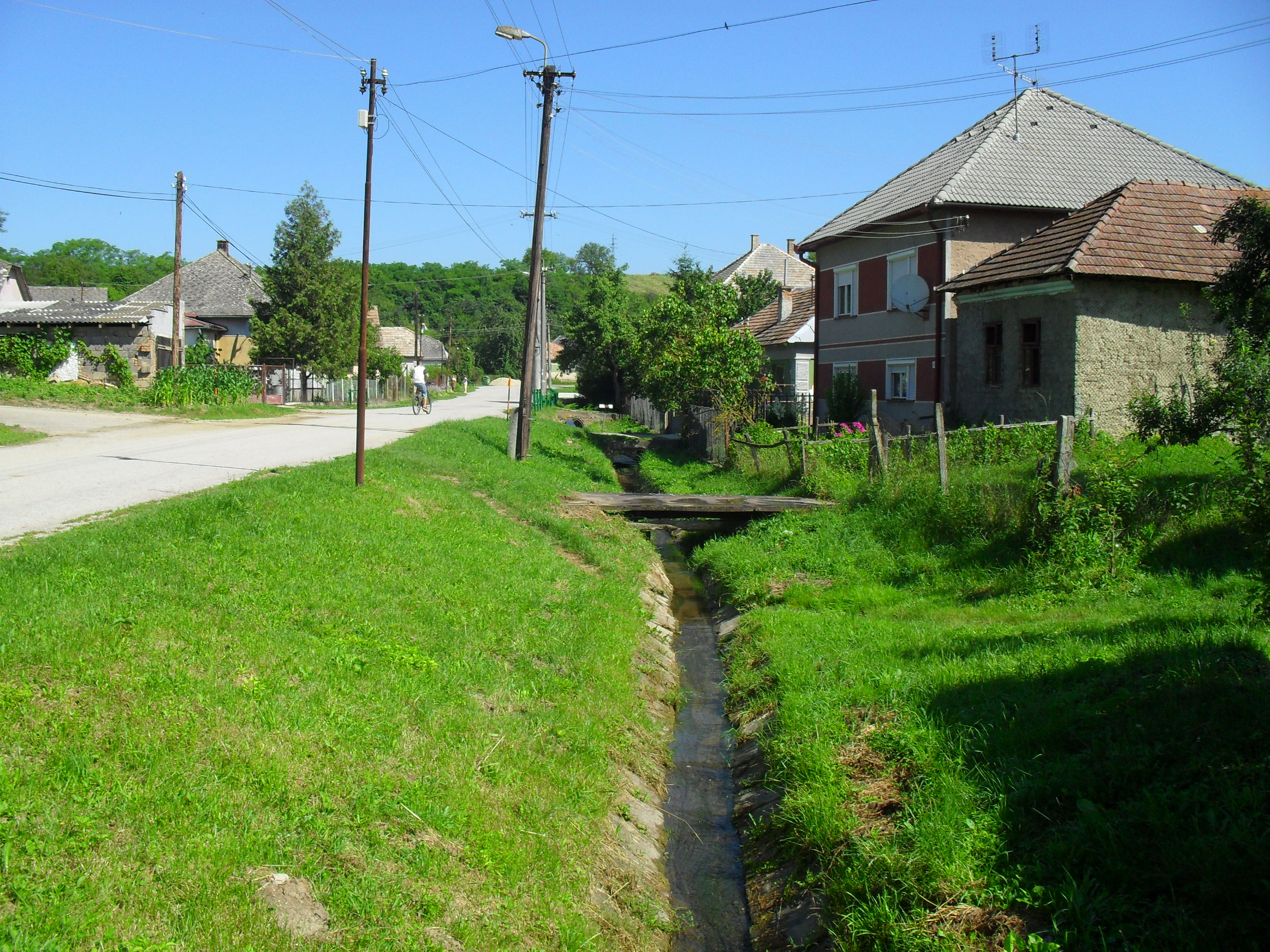
Felsőkálosai utcakép

Felsőkálosa (szlovákul: Vyšná Kaloša) Kálosa településrésze, 1961-ig önálló község Szlovákiában, a Besztercebányai kerületben, a Rimaszombati járásban.

## Fekvése
Tornaljától 12 km-re, északnyugatra fekszik.

## Története
Kálosa települést 1247-ben említi először oklevél. Az addig egységes település a 14. században vált szét Alsó- és Felsőkálosára. Felsőkálosát 1458-ban említik először külön "Felsew Kalosa" néven. A 15. században a Korláti család birtoka, később különböző nemesi családoké. A török időkben a település leégett. 1773-ban 12 család lakta. 1828-ban 17 házában 140 lakos élt. Lakói főként mezőgazdasággal foglalkoztak.
Vályi András szerint "Alsó, Felső Kalosa. Két magyar faluk Gömör Várm. földes Urai Dráskóczy, és több Uraságok, lakosai katolikusok, és reformátusok, fekszenek Gömörhöz 3/4 mértföldnyire, földgyeik jó gabonát termők, piatzozások két, ’s három mértföldnyire, legelőjök van elég, ’s mind a’ két féle fájok is, malmok a’ szomszédságokban."
Fényes Elek szerint "Kálosa (Felső-), magyar falu, Gömör vmegyében, felülről Mihályfalvával, alulról Alsó-Kálosával határos, völgyben fekszik. A lakosok száma 108-ra megy, mindnyájan magyarok s reformatusok. Van benne 5 urbéri és 4 6/8 majorsági telek, 2 zsellér, legelő 82 holdat tesz, az egész helység tagositott. Szántófölde, mind a mellett hogy hegyes, könnyü munkáju, megterem mindent. F. u. Draskóczi Sámuel. Ut. p. Tornalja."
Gömör-Kishont vármegye monográfiája szerint "Felsőkálosa, a Vályvölgyén fekvő magyar kisközség, 28 házzal és 108 ev. ref. vallású lakossal. Legrégibb birtokosa, a Nádasdy család, 1477-ben merül fel. Később a Draskóczy családé lett. Templom nincs a községben. Ide tartozik Dapsi és Papharaszti puszta. A község postája Füge, távírója és vasúti állomása Tornallya."
1910-ben 118, túlnyomórészt magyar lakosa volt. A trianoni diktátumig területe Gömör-Kishont vármegye Tornaljai járásához tartozott, ezután a csehszlovák állam része lett. 1938 és 1944 között újra Magyarországhoz tartozott.
Alsó- és Felsőkálosát 1961-ben egyesítették.

## Külső hivatkozások
- Kálosa honlapja
- Gömör vármegye klasszicista építészete